# Temnora oxyptera
Temnora oxyptera är en fjärilsart som beskrevs av Rothschild och Jordan 1916. Temnora oxyptera ingår i släktet Temnora och familjen svärmare. Inga underarter finns listade i Catalogue of Life.